# Shamar Nicholson
Shamar Amaro Nicholson (* 16. März 1997 in Kingston) ist ein jamaikanischer Fußballspieler, der seit Januar 2022 beim russischen Erstligisten Spartak Moskau unter Vertrag steht und aktuell an Clermont Foot ausgeliehen ist. Der Stürmer ist seit Februar 2017 jamaikanischer Nationalspieler.

## Karriere

### Verein
Nicholson begann seine Karriere in der jamaikanischen Heimat beim Boys’ Town FC in der Hauptstadt Kingston. Seit der Saison 2014/15 spielte er in der ersten Mannschaft, wo ihm in der Spielzeit 2016/17 der Durchbruch gelang, als er mit 15 Toren in 30 Ligaspielen zweiter in der Torschützenliste wurde.
Im September 2017 schloss er sich dem slowenischen Verein NK Domžale an. Beim Erstligisten debütierte er nach Anlaufschwierigkeiten erst am 6. März 2018 (21. Spieltag) beim 4:0-Auswärtssieg gegen den NK Ankaran, als er in der 79. Spielminute für Lovro Bizjak eingewechselt wurde. Im Laufe der Rückrunde etablierte er sich als Einwechselspieler und bei seinem ersten Start am 18. April (20. Spieltag) beim 1:0-Heimsieg gegen den NK Celje erzielte er seinen ersten Treffer für Domžale. Anschließend wurde er regelmäßig in der ersten Elf eingesetzt und beendete die Saison 2017/18 mit fünf Toren in 15 Ligaeinsätzen.
Diesen Status verlor er in der nächsten Spielzeit 2018/19 vorerst. Im November erzielte er innerhalb von drei Tagen bei den Spielen gegen den NK Olimpija Ljubljana und den ND Gorica jeweils einen Doppelpack. In der Folge etablierte er sich wieder als Stammspieler und schloss die Saison mit 13 Toren in 29 Ligaspielen ab.
Nachdem Shamar Nicholson die nächste Saison 2019/20 beim NK Domžale begann und bereits sechs Pflichtspiele bestritten hatte, wechselte er am 13. August 2019 zum belgischen Erstligisten RSC Charleroi. Der wallonische Verein sicherte sich die Dienste des Stürmers für eine Ablösesumme in Höhe von 1,5 Millionen Euro und stattete ihn mit einem Vierjahresvertrag aus. Bereits in seinem Debütspiel am 31. August 2019 (6. Spieltag) beim 4:0-Auswärtssieg gegen Waasland-Beveren traf er. In der Folge etablierte er sich rasch als Stammspieler im Sturm. In dieser Spielzeit absolvierte er 25 Ligaspiele, in denen er acht Tore erzielte und einen weiteren Treffer vorbereitete.
In der Saison 2020/21 bestritt er 33 von 34 möglichen Ligaspielen für Charleroi, in denen er neun Tore schoss, sowie zwei Pokalspiele mit einem Tor und zwei Europapokal-Qualifikationsspiele. In der nächsten Saison bestritt er bis zum Jahresende 18 von 21 möglichen Ligaspielen mit 13 Toren. 
Zum Jahreswechsel 2021/22 wechselte er zum russischen Erstligisten Spartak Moskau. In seiner ersten Saison gewann er mit seinem neuen Verein den russischen Pokal. Im September 2023 verließ der Spieler die russische Hauptstadt auf Leihbasis mit anschließender Kaufoption und schloss sich Clermont Foot an.

### Nationalmannschaft
Mit der jamaikanischen U20-Nationalmannschaft nahm Shamar Nicholson an der CONCACAF U-20 Championship 2015 teil, wo er ein Spiel bestritt.
Am 4. Februar 2017 debütierte Shamar Nicholson bei der 0:1-Niederlage im freundschaftlichen Länderspiel gegen die Vereinigten Staaten für die A-Auswahl, als er in der 83. Spielminute für Cory Burke eingewechselt wurde. Sein erstes Länderspieltor gelang ihm am 6. Juni 2019 beim 1:0-Sieg im Testspiel gegen die USA.
Mit Jamaika nahm er am CONCACAF Gold Cup 2019 teil, wo er in allen fünf Spielen zum Einsatz kam und zwei Tore erzielte. Diese gelangen ihm beim 1:1-Unentschieden gegen Curaçao in der Gruppenphase und bei der 1:3-Niederlage gegen die Vereinigten Staaten im Halbfinale, welche das Ausscheiden der Reggae Boyz aus dem Turnier bedeutete. Ebenso spielte er beim Gold Cup 2021 in allen vier Spielen Jamaikas bis zum Viertelfinale, in dem die Nationalmannschaft ausschied. Auch beim Gold Cup 2023 gehörte er zum Kader und wurde dort in allen fünf Spielen bis zum Halbfinale eingesetzt.
Ebenso wurde er in der CONCACAF Nations League 2023/24 eingesetzt und erreichte dort mit Jamaika Platz 3.

## Erfolge
- russischer Pokalsieger: 2021/22